# Haplophyllum versicolor
Haplophyllum versicolor är en vinruteväxtart. Haplophyllum versicolor ingår i släktet Haplophyllum och familjen vinruteväxter.

## Underarter
Arten delas in i följande underarter:
- H. v. australe
- H. v. versicolor